# Decet Romanum Pontificem (1521)

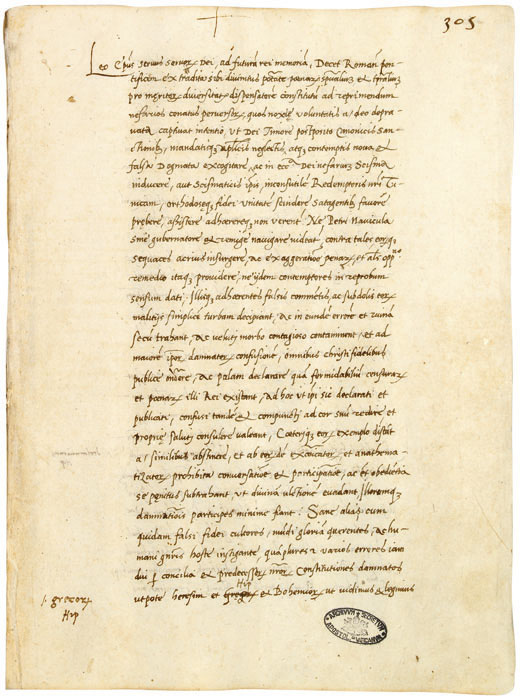
Decet Romanum Pontificem in het Vaticaans Archief

Decet Romanum Pontificem (Latijn voor Het behaagt de paus van Rome) was een pauselijke bul uitgevaardigd door paus Leo X op 3 januari 1521, waarmee hij Maarten Luther en zijn volgelingen officieel excommuniceerde en ze uitriep tot ketters.
Vanaf 1517 had Maarten Luther een krachtig standpunt ingenomen tegen de wijze waarop de kerk opereerde. Met name de aflaathandel, gebruikt voor de bouw van de Sint-Pietersbasiliek in Rome, was hem een doorn in het oog. Via verschillende publicaties, waaronder zijn 95 stellingen, had hij gelovigen opgeroepen terug te keren naar de wortels van het geloof: het heilig Evangelie. Ook liet hij zich meermalen negatief uit over de Romeinse Curie en de paus, die hij betitelde als de antichrist.
Hoewel de paus aanvankelijk weinig oog had voor Luther en zijn stellingen, waren het de Duitse geestelijken (waaronder Johannes Eck) die de paus informeerde over de ernst van de situatie. In opdracht van Leo X werden commissies benoemd, die de werken van Luther bestudeerden. Op basis van de onderzoeksresultaten riep Leo X in zijn bul Exsurge Domine (15 juni 1520) Luther en zijn volgelingen op tot inkeer te komen. Daarbij uitte de paus het dreigement, dat mocht Luther zijn kritiek niet herroepen, dit onvermijdelijk tot excommunicatie zou leiden.
Op 10 december 1520 nam Luther openlijk afstand van de oproep van de paus door samen met enkele kerkelijke wetboeken de bul te verbranden.
Op 3 januari 1521 werd Decet Romanum Pontificem officieel uitgevaardigd. Naast de excommunicatie van Luther en zijn volgelingen werden alle kerkelijke hoogwaardigheidsbekleders opgeroepen streng op te treden tegen de Lutheranen om zo het katholieke geloof te verdedigen.

## Bijzonderheden
Naast de bul uit 1521 verschenen later nog twee bullen die de titel Decet Romanum Pontificem droegen, beide over een ander onderwerp:
- Bul van paus Clemens VIII, uitgevaardigd op 23 februari 1596

Met deze bul werd onder meer de erkenning van de liturgische traditie van de Roetheens-Katholieke Kerk opnieuw bevestigd en werd de procedure bepaald met betrekking tot toekomstige kerkelijke benoemingen van de metropool Kiev.
- Bul van paus Gregorius XV, uitgevaardigd op 12 maart 1622

In deze bul werden de ceremoniële aspecten van het conclaaf bepaald.
- De veronderstelling dat paus Benedictus XVI bijna vijf eeuwen na de uitvaardiging van de bul bereid zou zijn Luther alsnog te rehabiliteren werd door het Vaticaan via zijn woordvoerder, Federico Lombardi, tegengesproken.[3]